# Otto Stromeyer
Otto Stromeyer (* 7. Juli 1881 in Konstanz; † 25. Dezember 1943 in Weimar; vollständiger Name: Otto Hermann Rodolf Stromeyer) war ein deutscher Ingenieur, Unternehmer und Zeitungsverleger.

## Leben
Otto Stromeyer, Sohn des Konstanzer Unternehmers Ludwig Stromeyer und dessen Ehefrau Annemarie Stromeyer geb. Merian, studierte nach dem Abitur am Gymnasium in Konstanz Ingenieurwissenschaften an der Technischen Hochschule Karlsruhe, wo er Mitglied des Corps Frisia wurde. Nach dem Studium sammelte er erste berufliche Erfahrungen im väterlichen Unternehmen L. Stromeyer & Co. in Konstanz. Danach ging er für acht Jahre ins Ausland. Am Ersten Weltkrieg nahm er als Batteriechef und Kolonnenführer teil. 1926 wurde er Mitinhaber der Bamberger Tabakfabriken Johann Peter Raulino & Co. und der Firma J. M. Reindl, des Verlags und der Druckerei des Bamberger Tagblatts.
Stromeyer war Aufsichtsratsvorsitzender der Bayerischen Flugzeugwerke AG und der Süddeutsche Terrain-AG mit Sitz in München. Des Weiteren betätigte er sich als Amateur-Kunsthistoriker. Von 1917 bis zur Scheidung 1939 war er mit Lilly Freiin von Michel-Raulino (1892–1973) verheiratet. Aus der Ehe gingen drei Söhne hervor. Lilly von Michel-Raulino heiratete 1951 in zweiter Ehe Willy Messerschmitt.